# Jean Erdman Campbell
Pour les articles homonymes, voir Campbell.
Jean Erdman Campbell, née le 20 février 1916 à Honolulu (Hawaï) et morte le 4 mai 2020 à Kailua (Hawaï), est une danseuse et chorégraphe américaine.
Elle fit partie de la Martha Graham Dance Company et épousa Joseph Campbell, professeur de mythologie comparée.

## Biographie
Jean Erdman Campbell a achevé ses études par la préparation d'une licence au Sarah Lawrence College (New York). Pendant sa carrière de danseuse, elle collabora avec de grands compositeurs américains, comme Henry Cowell et Lou Harrison. Jean Erdman Campbell fit partie du New Dance Group qui participa au mouvement des droits civiques. Elle a enseigné dans un certain nombre de collèges, avant de finalement devenir directrice de la division de danse moderne des universités professorales à l'université Columbia. Elle a fondé le programme de danse de la Tisch School of the Arts de l'université de New York.
Elle s'est retirée à Waikiki, un quartier d'Honolulu, en 1970.